# Expresión Joven
Expresión Joven  fue el nombre de un grupo músico vocal dominicano pionero del movimiento de la nueva canción en Santo Domingo.

## Historia
El grupo se creó en Santo Domingo en el año 1972, auspiciado por el sociólogo dominicano Cholo Brenes. Entre los fundadores estuvo Ramón Leonardo, quien ya tenía una trayectoria firme como cantante popular. También formaron parte del proyecto los cantantes Manuel de Jesús y Puro Eduardo López, el poeta Chico González y, tiempo más tarde, Rafael Castro como sustituto de Ramón Leonardo.
Una vez conformados como grupo realizaron durante un año y medio presentaciones por todo el país. Estas funciones se realizaron bajo los auspicios de las asociaciones de clubes barriales y de estudiantes en un entorno sumamente difícil, dadas las condiciones de fuerte represión política provocadas por el gobierno de Joaquín Balaguer en su denominado período de los doce años. Realizaron presentaciones en Canadá, Puerto Rico y especialmente en Nueva York, ciudad con una importante representación de la diáspora dominicana.
A mediados de 1973 Expresión Joven abrazó la causa de solidaridad con los presos políticos que en esos momentos abundaban en las cárceles dominicanas. En ese tenor grabaron su canción “Abra las rejas, señor gobierno”. Los miembros del grupo llegaron a estar detenidos en varias ocasiones por las fuerzas policiales del régimen balaguerista.
En 1974, Cholo Brenes y Expresión Joven asumieron la dirección artística del célebre evento Siete Días con el Pueblo, celebrado entre el 25 de noviembre y el 1 de diciembre. En el evento participaron numerosas figuras de la canción protesta de iberoamérica. El grupo se presentó durante los 7 Días y su interpretación de la canción “ Obrero, acepta mi mano”, del compositor Luis Días, se convirtió en himno de un Festival que desembocó en un multitudinario repudio al gobierno de turno.
La agrupación se disolvió en 1975.

## Discografía
- "Dominican Republic: La Hora Esta Llegando! (The Time is Coming)" - Paredon Records - (1974)[2]
- "Obrero, acepta mi mano" - Karen Records - (1974)